# Правительство Александра Джомбича
Правительство Александра Джомбича (серб. Влада Александра Џомбића, босн. и хорв. Vlada Republike Srpske Aleksandra Džombića) было сформировано 29 декабря 2010 года. Оно стало тринадцатым по счёту правительством Республики Сербской и пришло на смену Третьему правительству Милорада Додика. Голосование по предложенным кандидатурам проходило среди депутатов восьмого созыва Народной скупщины Республики Сербской. 46 депутатов высказались «за», 30 — «против».
Главой правительства стал Александр Джомбич, ранее бывший министром финансов. Ряд министров из прошлого состава правительства сохранили свои посты: Антон Касипович (Министерство просвещения и науки), Джерард Селман (Министерство финансов), Станислав Чаджо (Министерство внутренних дел), Ранко Шкрбич (Министерство здравоохранения и социальной защиты), Неделько Чубрилович (Министерство транспорта и связи). Другие министерства получили новых руководителей.
За время работы правительства Джомбича два министра досрочно покинули прежние посты. 5 июня 2012 года Джерард Селман ушел с должности министра юстиции, так как был избран председателем Конституционного суда РС. Его сменила Горана Златкович, прежде возглавлявшая Министерство торговли и туризма РС. Новым министров торговли и туризма был назначен Бакир Аянович.
27 февраля 2013 года кабинет министров Александра Джомбича был досрочно распущен.
Правительство Республики Сербской является главным органом исполнительной власти Республики Сербской — составной части (энтитета) Боснии и Герцеговины. Его полномочия установлены Конституцией РС и рядом законов. В частности, оно предлагает на рассмотрение Народной скупщине законы, предлагает план развития Республики и проект бюджета, следит за реализацией и исполнением законов, организовывает деятельность министерств и т. д. Кроме того, именно Правительство принимает решение о создании представительств РС в странах мира.
Состав правительства образует Народная скупщина с учётом национальных квот: министрами должны быть 8 сербов, 5 босняков и 3 хорвата. Глава правительства и два его заместителя должны представлять все три конституционных народа республики.

## Легенда
В списке представлены члены кабинета министров Александра Джомбича.
Таблица:
- ФИО — имя министра на русском и сербском языках;
- Должность — название занимаемой должности на русском и сербском языках;
- Дата вступления в должность — дата, когда министр приступил к исполнению обязанностей;
- Национальность — этническая принадлежность министра;
- Партийная принадлежность — членом какой партии является министр (название партии на русском и сербском языках);
- И. — ссылки на источники.

Сортировка может проводиться по любому из выбранных столбцов таблиц.

## Состав Правительства
| ФИО                                             | Должность | Дата вступления в должность | Национальность             | Партийная принадлежность                                    | И.                         |                            |
| Председатель Правительства                      | Председатель Правительства | Председатель Правительства  | Председатель Правительства | Председатель Правительства                                  | Председатель Правительства | Председатель Правительства |
| ----------------------------------------------- | --- | --------------------------- | -------------------------- | ----------------------------------------------------------- | -------------------------- | -------------------------- |
| Джомбич Александр серб. Александар Џомбић       | Председатель Правительства серб. Предсједник Владе Републике Српске                                                              | 29 декабря 2010             | Серб                       | Союз независимых социал-демократов                          | [ 2 ] [ 3 ] [ 9 ]          |                            |
| Министры                                        | |                             |                            |                                                             |                            |                            |
| Зоран Тегелтия серб. Зоран Тегелтија            | Министр финансов серб. Министар финансија                                                                                        | 29 декабря 2010             | Серб                       | Союз независимых социал-демократов                          | [ 2 ] [ 3 ] [ 9 ]          |                            |
| Чаджо Станислав серб. Станислав Чађо            | Министр внутренних дел серб. Министар унутрашњих послова                                                                         | 29 декабря 2010             | Серб                       | Союз независимых социал-демократов                          | [ 2 ] [ 3 ] [ 9 ]          |                            |
| Селман Джерард серб. Џерард Селман              | Министр юстиции серб. Министар правде                                                                                            | 29 декабря 2010             | Бошняк                     | Социалистическая партия                                     | [ 2 ] [ 3 ] [ 9 ]          |                            |
| Златкович Горана серб. Горана Златковић         | Министр юстиции серб. Министар правде                                                                                            | 5 июня 2012                 | Бошнячка                   | Социалистическая партия                                     | [ 10 ]                     |                            |
| Решич Лейла серб. Лејла Решић                   | Министр управления и местного самоуправления серб. Министар управе и локалне самоуправе                                          | 29 декабря 2010             | Бошнячка                   | Демократический народный союз                               | [ 2 ] [ 3 ] [ 9 ]          |                            |
| Цвиянович Желька серб. Жељка Цвијановић         | Министр экономических отношений и регионального сотрудничества серб. Министар за економске односе и регионалну сарадњу           | 29 декабря 2010             | Сербка                     | Союз независимых социал-демократов                          | [ 2 ] [ 3 ] [ 9 ]          |                            |
| Джокич Петар серб. Петар Ђокић                  | Министр труда и защиты ветеранов и инвалидов серб. Министар рада и борачко-инвалидске заштите                                    | 29 декабря 2010             | Серб                       | Социалистическая партия                                     | [ 2 ] [ 3 ] [ 9 ]          |                            |
| Златкович Горана серб. Горана Златковић         | Министр торговли и туризма серб. Министар трговине и туризма                                                                     | 29 декабря 2010             | Бошнячка                   | Социалистическая партия                                     | [ 2 ] [ 3 ] [ 9 ]          |                            |
| Аянович Бакир серб. Бакир Ајановић              | Министр торговли и туризма серб. Министар трговине и туризма                                                                     | 5 сентября 2012             | Бошняк                     | Союз независимых социал-демократов                          | [ 5 ]                      |                            |
| Чубрилович Неделько серб. Недељко Чубриловић    | Министр транспорта и связи серб. Министар саобраћаја и веза                                                                      | 29 декабря 2010             | Серб                       | Демократический народный союз                               | [ 2 ] [ 3 ] [ 9 ]          |                            |
| Милованович Мирослав серб. Мирослав Миловановић | Министр сельского хозяйства, лесных и водных ресурсов серб. Министар пољопривреде, шумарства и водопривреде                      | 29 декабря 2010             | Серб                       | Союз независимых социал-демократов                          | [ 2 ] [ 3 ] [ 9 ]          |                            |
| Голич Сребренка серб. Сребренка Голић           | Министр пространственного планирования, строительства и экологии серб. Министар за просторно уређење, грађевинарство и екологију | 29 декабря 2010             | Бошнячка                   | Союз независимых социал-демократов                          | [ 2 ] [ 3 ] [ 9 ]          |                            |
| Касипович Антон серб. Антон Касиповић           | Министр просвещения и культуры серб. Министар просвјете и културе                                                                | 29 декабря 2010             | Хорват                     | Союз независимых социал-демократов                          | [ 2 ] [ 3 ] [ 9 ]          |                            |
| Чордаш Давор серб. Давор Чордаш                 | Министр по вопросам беженцев и переселенных лиц серб. Министар за избјеглице и расељена лица                                     | 29 декабря 2010             | Хорват                     | Хорватское демократическое содружество Боснии и Герцеговины | [ 2 ] [ 3 ] [ 9 ]          |                            |
| Шкрбич Ранко серб. Ранко Шкрбић                 | Министр здравоохранения и социальной защиты серб. Министар здравља и социјалне заштите                                           | 29 декабря 2010             | Серб                       | Союз независимых социал-демократов                          | [ 2 ] [ 3 ] [ 9 ]          |                            |
| Комич Ясмин серб. Јасмин Комић                  | Министр науки и технологий серб. Министар науке и технологије                                                                    | 29 декабря 2010             | Бошняк                     | Беспартийный                                                | [ 2 ] [ 3 ] [ 9 ]          |                            |
| Тешанович Нада серб. Нада Тешановић             | Министр семейной и молодежной политики и спорта серб. Министар породице, омладине и спорта                                       | 29 декабря 2010             | Хорватка                   | Союз независимых социал-демократов                          | [ 2 ] [ 3 ] [ 9 ]          |                            |
| Желько Ковачевич серб. Жељко Ковачевић          | Министр промышленности, энергетики и горного дела серб. Министар индустрије, енергетике и рударства                              | 29 декабря 2010             | Серб                       | Союз независимых социал-демократов                          | [ 2 ] [ 3 ] [ 9 ]          |                            |

Состав правительства Александра Джомбича
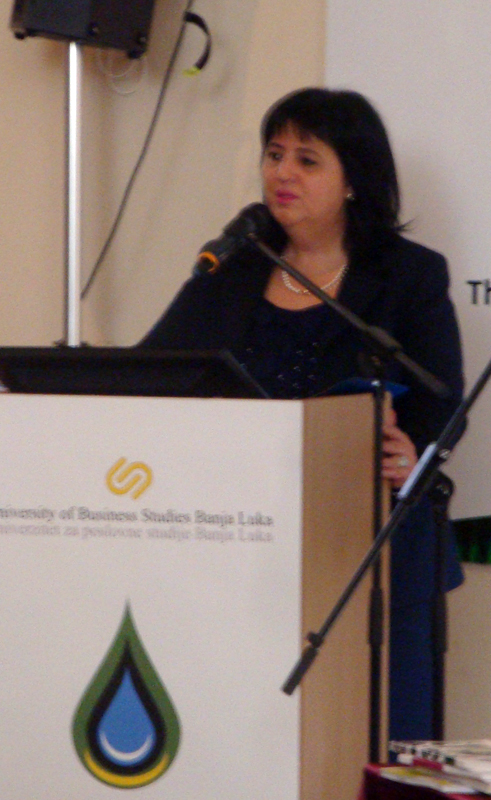
Сребренка Голич, министр пространственного планирования, строительства и экологии
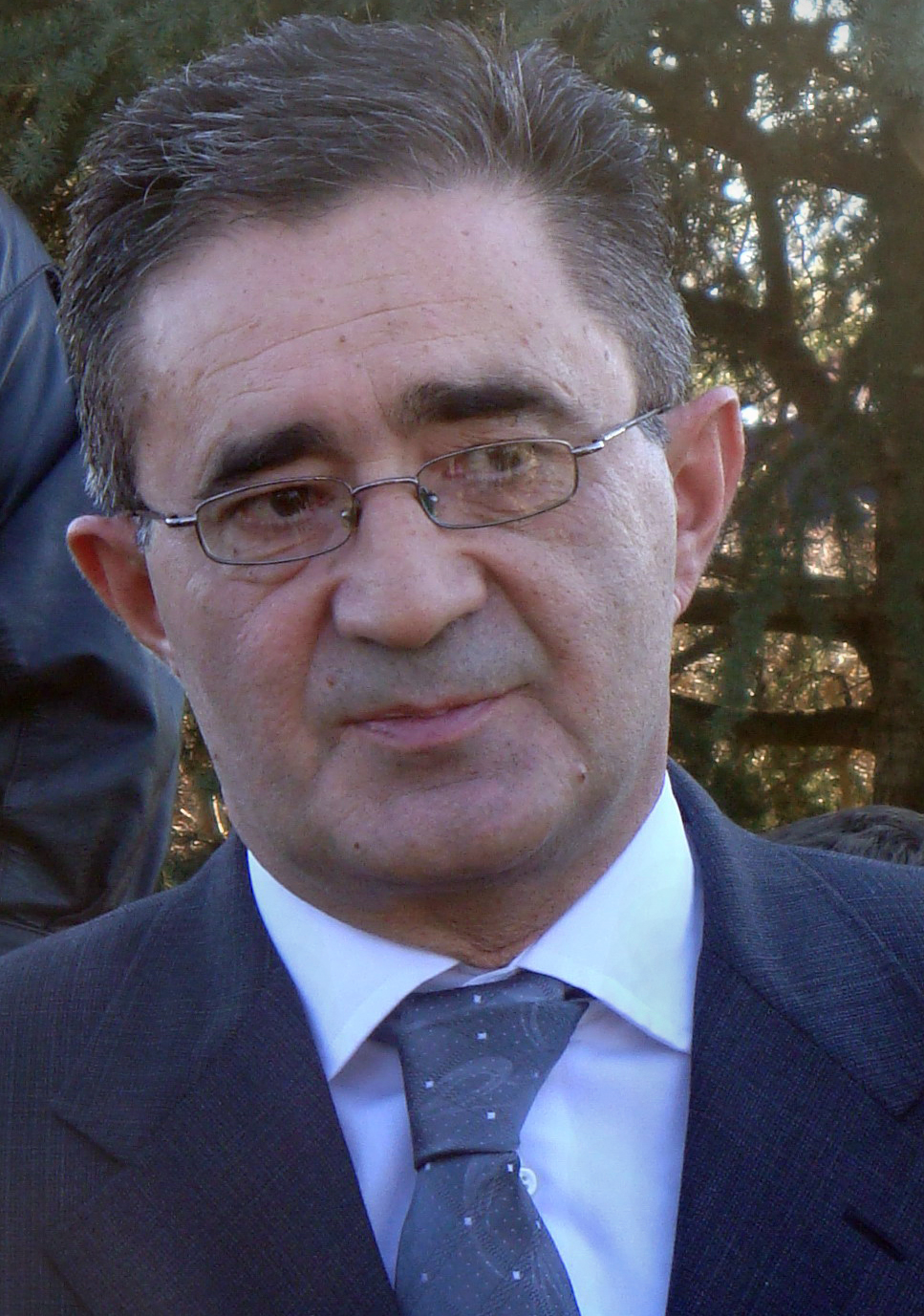
Антон Касипович, министр просвещения и культуры